# AG-54 (Spanje)

De AG-54

De AG-54 of Autovía AG-53-Carballino (Galicisch: Autovía AG-53 -O Carballiño) is een autovía in Galicië en verbindt de AG-53 met O Carballiño over een afstand van 5 kilometer. De snelweg werd opengesteld in 2009.